# 갓 앤 몬스터
《갓 앤 몬스터》(영어: Gods and Monsters)는 미국과 영국에서 제작된 1998년 시대극 영화이다. 빌 콘던이 크리스토퍼 브램의 원작 소설을 바탕으로 각본을 쓰고 연출을 맡았다. 감독 제임스 웨일의 말년 생애를 부분적으로 허구화하여 묘사하였다. 이언 매켈런, 브렌던 프레이저, 린 레드그레이브 등이 출연하였고, 폴 콜리크먼 등이 제작에 참여하였다.
1999년 제71회 아카데미상에서 콘던이 각색상을 수상하였으며 남우 주연상(매켈런), 여우 조연상(레드그레이브) 후보에 올랐다. 같은 해 제56회 골든 글로브상에서 레드그레이브가 영화 부문 여우 조연상을 받고 드라마 영화 부문 작품상과 드라마 영화 부문 남우 주연상(매켈런) 후보에 올랐다.

## 줄거리
한때 《프랑켄슈타인》(1931), 《프랑켄슈타인의 신부》(1935) 등 공포 영화 걸작을 연출하며 위세를 떨쳤던 할리우드 감독 제임스 웨일은 현재 일선에서 물러난 지 오래이며 수차례 뇌졸중까지 겪으면서 건강이 악화되었다. 제임스는 우울증으로 자살까지 생각한다. 오래 함께 지낸 충직한 하녀 해나가 게이인 제임스가 여러 젊은 남자들과 관계를 갖는 것을 못마땅하게 여기는 가운데 제임스는 젊은 정원사 클레이턴에게 관심을 갖게 된다.

## 출연진
- 이언 매켈런
- 브렌던 프레이저
- 린 레드그레이브
- 롤리타 더비더비치
- 데이비드 듀크스
- 케빈 J. 오코너
- 잭 플로트닉
- 마틴 페레로
- 패멀라 세일럼
- 제시 제임스
- 아서 디그넘

## 기타 제작진
- 라인 제작: 존 슈와일러
- 배역: 밸러리 머살러스
- 미술: 리처드 셔먼
- 의상: 브루스 핀리슨